# الجودلة (المخادر)

تعديل مصدري - تعديل

الجودلة محلة تابعة لقرية وادي هتان، التابعة لعزلة الشرف بمديرية المخادر إحدى مديريات محافظة إب في الجمهورية اليمنية، بلغ تعداد سكانها 65 حسب تعداد اليمن لعام 2004.